# Oeonistis entelliola
Oeonistis entelliola är en fjärilsart som beskrevs av Jacob Hübner 1819. Oeonistis entelliola ingår i släktet Oeonistis och familjen björnspinnare. Inga underarter finns listade i Catalogue of Life.